# Rod Pod

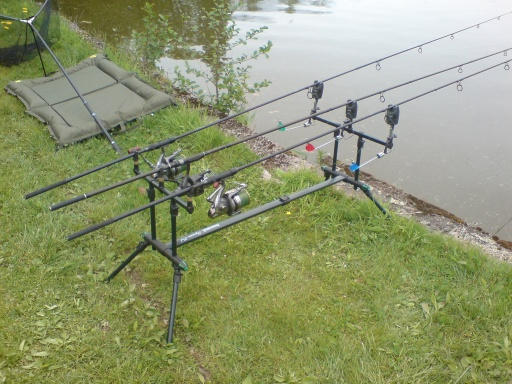
Ein Rod Pod mit 3 Angelruten und elektr. Bissanzeiger

Ein Rod Pod ist ein Gerät, das beim Angeln, meist auf Karpfen, verwendet wird. Auf ihm werden mehrere Ruten platziert, um ihnen einen besseren Halt zu geben und im Falle des Bisses eines Großfisches (z. B. Karpfen) die Ruten zu halten.
An ein Rod Pod können an der Vorderseite elektrische Bissanzeiger und auf der anderen einfache Rutenhalter (meist in V-Form) montiert werden. Rod Pods kann man, im Gegensatz zu einfachen Banksticks, die man in den Boden steckt, auch auf z. B. Beton oder Stein verwenden.